# МИГ (газета)
«МИГ» (до 1991 года — «Комсомолець Запоріжжя») — областная информационно-публицистическая еженедельная газета издающаяся в Запорожье. Выходит по четвергам на русском и украинском языках. Выпускается с 1939 года. Тираж 39,9 тысяч экземпляров (2016).

## Комсомолець Запоріжжя
Первый номер газеты «Комсомолець Запоріжжя» вышел 12 ноября 1939 года. Первым редактором издания был Иосиф Балац.
Многие журналисты «КЗ» летом 1941 ушли на фронт. Александр Михайлович Гиммельфарб, например, прошёл войну фронтовым журналистом, политруком. После Второй мировой войны возвратился в родную газету, в 70-80-е годы возглавлял областную журналистскую организацию. Погибли работники газеты Пётр Афанасьев, Евгений Гельфанд, Рувим Табачников.
После войны выход «Комсомольца Запорожья» возобновился 3 декабря 1958 года, газета выходила три раза в неделю на украинском языке. Первым послевоенным редактором «Комсомольця Запоріжжя» стал Михаил Никифорович Сушко.
Среди известных работников газеты: Михаил Сушко, Пётр Горбачев, Владимир Тригуб, Анатолий Пивненко, Константин Сушко, Владимир Дупак, Юрий Сушко, Николай Горошко, Владимир Супруненко, Юрий Гаев, Николай Клименко, Галина Положевец. Из поколения 70-90-х в Москве успешно работают воспитанники «КЗ» Леонид Капелюшный, Виталий Челышев, Валентин Дружинин, Петр Положевец, Галина Кулькова, Игорь Сичка, Лариса Кафтан и др. Через республиканские издания прошли Александр Авраменко, Геннадий Литневский и другие журналисты запорожской молодёжной газеты.
Главными редакторами газеты были Иосиф Балац, Михаил Сушко, Альберт Путинцев, Василий Бесараб, Александр Авраменко, Пётр Горбачёв, Владимир Тригуб, Валерий Коряка, Анатолий Пивненко, Виктор Пужайчереда, Юрий Артеменко, Галина Стицина.
До распада СССР газета была органом областного комитета ЛКСМ Украины. Сначала газета выходила форматом А2 (форматом «Правды»), потом — форматом районной газеты, а в 1966 году снова вернулась к формату А2.
По состоянию на 1976 год тираж газеты составлял 83 тыс. экземпляров. С 1987 года газета «Комсомолець Запоріжжя» становится еженедельником и начинает выходить на 12 страницах.

## МИГ
С 1 января 1991 «Комсомолець Запоріжжя» был переименован в «МИГ» (молодежная информационно-публицистическая газета). Газета получила новое содержание. Имея высокопрофессиональный коллектив, газета сравнительно легко преодолела трудности, возникшие в начале 90-х годов.
В 1996 году во главе коллектива стал Юрий Артеменко, который на базе «Мига» сделал себе успешную карьеру: с 2002 года — народный депутат, с 2005 года — губернатор Запорожской области. В политическом плане в 2004 году газета принимает сторону Виктора Ющенко. Впрочем, уже на следующих выборах газета старается сохранять нейтралитет. По заявлению главных редакторов (Артеменко, и впоследствии Стициной), газетой владеет рабочий коллектив издания.
Почти все полиграфические предприятия запорожского региона в 1990-х являлись государственными; внешний вид их продукции не удовлетворял потребителей. Большинство газет печаталось в издательстве «Запоріжжя», оборудование которого морально и физически устарело (линотипы, офсетных печатных машин нет). Несколько газет отдавали предпочтение днепропетровскому издательству «Зоря» с офсетной печатью. Проблема, в основном, была решена учреждением газетой «МИГ» и корпорацией «Керамист» издательского дома, который приобрёл шведское полиграфическое оборудование.
Сайт издания www.mig.com.ua заработал в июне 2002 года. Он является не «зеркалом» газеты, а партнёрским ресурсом. На сайте, кроме газетных материалов, публикуются их расширенные версии, а также материалы, не вошедшие в газету.

## Редакция газеты «МИГ»
Учредитель и издатель: ООО "Газета «МИГ».
Генеральный директор: Геннадий Витальевич Дерибас.
Журналистский коллектив: Ахинько Елена, Шкарупа Светлана, Чуприна Анна, Инесса Атаманчук.

## Тираж и распространение
Газета «МИГ» является учредителем и членом Украинской ассоциации издателей периодической печати (УАИПП), Ассоциации независимых региональных издателей (АНРИ), распространяется в Запорожской области. По состоянию на 2016 год тираж газеты «Миг» указывался 39,9 тысяч экземпляров, по состоянию на 2012 год штат сотрудников составлял около 60 человек. Выходит по четвергам, язык русский и украинский, формат А3, 40 страниц. Объём еженедельника — 10 печатных листов. Газета печатается офсетным способом в издательском доме «Керамист».
По оценке 2001 года в Запорожье реализовывалось (по подписке или через сеть киосков «Пресса») три четверти тиража газеты, оставшаяся четверть реализовывалась в области. По данным самой газеты, возраст читательской аудитории распределяется следующим образом: по 16 % читателей 55-65 и 45-54 лет, 23 % — от 35 до 44, 18 % — от 25 до 34 лет и 27 % — молодёжная аудитория от 12 до 24 лет. По роду занятий 36 % — специалисты различных компаний, кроме того, наибольший процент читателей газеты имеют среднее образование. По оценке 2000 года один выпуск газеты читали 165 тыс. человек

## Тематика материалов
Основная тематика: события области, страны и мира; политика, экономика, социальная тематика; спорт; культура; образование; досуг.
Главные рубрики: «События», «Регион», «Прямая линия», «Власть под микроскопом», «Читатель — газета», «Потребитель», «Кошелек», «Экоаспект», «Будь здоров!», «И уму, и сердцу», «Экономика», «Любимцы», «Запредельное», «Знай наших», «Планета людей», «История с географией», «Есть вопрос?», «Дача», «Точка на карте», «Отдых», Программа ТВ.